# Dolichepilysta mindanaonis
Dolichepilysta mindanaonis är en skalbaggsart som beskrevs av Stefan von Breuning 1966. Dolichepilysta mindanaonis ingår i släktet Dolichepilysta och familjen långhorningar.
Artens utbredningsområde är Filippinerna. Inga underarter finns listade i Catalogue of Life.